# マガディ湖
マガディ湖（マガディこ、Lake Magadi）は、ケニア南西部にある湖。首都ナイロビから南西に約120km、リフトバレー州南部にあり、タンザニア国境のナトロン湖が近傍にある。湖の名前はマサイ語の Magad (苦い) に由来すると考えられている (Baker 1958)。
マガディ湖は水質がph 10以上の強アルカリの塩湖である。面積は約100 km2であり、グレート・リフト・ヴァレーの東リフトヴァレーの中にある。この湖は「saline pan」の一例である。湖水は濃い炭酸ナトリウム水であり、莫大な量のトロナ鉱石 (セスキ炭酸ナトリウム) を沈殿させている。場所によって、塩は厚さ40 mになる。湖の水は主に塩水の熱水泉 (水温は86℃) によって補充され、湖の淵の周りでアルカリ「潟湖」において放出される。この乾燥地域では地表の水はけは悪い。ほとんどの熱水泉は湖の北西岸と南岸の線に沿ってある。雨季のあいだ saline pan の大部分を塩水の薄い (＜1 m) 層が覆うが、素早く蒸発し広大な白い塩を残す。塩は割れて大きな多角形を作り、ソーダの白い結晶と特殊な藻類の色により独特の景観を作る。魚が一種のみ、キクラ科のアルコラピア・グラハミ (Alcolapia grahami) がこの盆地の強アルカリの温水に棲息し、水温が45℃以下の湖岸の周りの熱水泉プールの一部で普通に見られる。湖はフラミンゴなどの渉禽類でも有名である。
マガディ湖は常に塩分濃度が高かったわけではない。数千年前 (更新世後期から完新世中期まで)、マガディ盆地は多くの魚類が棲む淡水湖を湛えていた。魚類の化石はハイマガディ層 (High Magadi Beds) に保存されている。ハイマガディ層は、現在の湖岸の周りの様々な場所に保存される一連の湖成および火山砕屑物堆積物である。もっと古い更新世には、現在のマガディ湖よりずっと大きないくつかの古湖があったという証拠も存在する。当時、マガディ湖とナトロン湖は一つの巨大な湖だった。

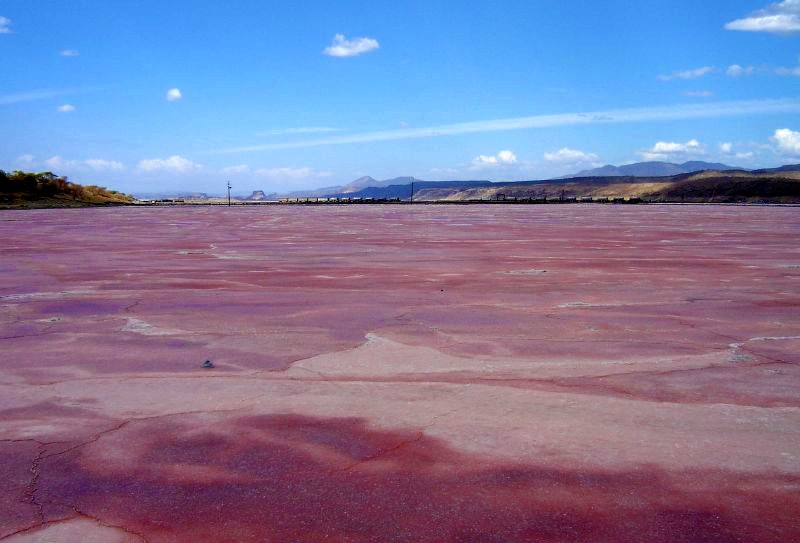
ソーダ水に含まれる色素はフラミンゴのピンク色の元である

マガディ湖は広範囲な珪質チャート堆積物でも有名である。湖の中で形成された成層チャートやシリカが軟らかいうちに上の堆積物を突き破った貫入岩脈様の岩体を含め多くの種類がある。最も有名なのは1960年代にマガディ湖で発見された、珪酸ナトリウムの鉱物前駆体マガディアイトから形成される、「マガディ型チャート」である。
マガディの町は湖の東岸にあり、2005年12月からタタ・インディア所有となっている、マガディ・ソーダ工場がある。この工場は工業用途のソーダ灰を生産している。アクセスとしてナイロビからの1本道があり車で2時間で行ける。
この湖は、ジョン・ル・カレの同名の本を原作としたフェルナンド・メイレレスの映画『ナイロビの蜂』の湖畔のシーンの撮影が行われた。空中撮影は設定通りのトゥルカナ湖である。